# Спекотний липень
«Спекотний липень» (рос. «Знойный июль») — радянський художній фільм 1965 року, перша повнометражна режисерська робота Віктора Трегубовича.

## Сюжет
Влітку 1956 року у відстаючому колгоспі «Зоря» з'явився новий голова з твердим наміром створити передове сільське господарство. Але з самого початку його діяльність ускладнилася поганими відносинами з молодим агрономом Світланою Нікітіною. Коли за викликом Столєтова в село приїхала мати Нікітіної та голова впізнав у ній свою дружину, яка пішла від нього в 1937 році, ситуація ускладнилася. Але дочка, визнавши правду за батьком, змінила і манеру поведінки, і стиль життя. Коли на сільській площі загорілася вантажівка з пальним, Світлана, відвівши машину в безпечне місце, врятувала людей від загибелі.

## У ролях
- Олексій Глазирін —  Захар Столєтов
- Олександр Борисов —  Яків Дедюхін
- Лілія Гриценко —  Людмила
- Ніна Ургант —  Варвара
- Валентина Телегіна —  Нилівна
- Лариса Буркова —  Зоя
- Євген Євстигнєєв —  слідчий
- Ніна Магер — Світлана Нікітіна, агроном
- Тамара Коновалова — наречена / дружина Лопатіна
- Антоніна Павличева — Ніна Адамівна Демидова, вчителька на пенсії
- Павло Кашлаков — Лопатін, зооінженер
- Володимир Ліппарт — житель села
- Володимир Піцек — дід Зої
- Євген Шевченко — Шаповалов, член бюро
- Борис Аракелов — Петро, шофер, гармоніст
- Олег Бєлов — епізод
- Ольга Волкова — колгоспниця
- Віталій Каневський — житель села
- Людмила Колпакова — Катерина Сухова, свідок у справі «про огірки»
- Юрій Морозов — Федя, онук Дедюхіна
- Михайло Мудров — житель села
- Валентина Образцова — буфетниця на станції
- Георгій Штиль — житель села
- Олексій Ян — епізод
- Віктор Трегубович — старшина міліції, який супроводжує слідчого

## Знімальна група
- Режисер — Віктор Трегубович
- Сценарист — Сергій Антонов
- Оператор — Музакір Шуруков
- Композитор — Венедикт Пушков
- Художник — Георгій Карпачов